# منطقه لینگوی
منطقه لینگوی (به لاتین: Lingui District) یک منطقهٔ مسکونی در چین است که در گویلین واقع شده‌است. منطقه لینگوی ۲٬۲۰۲ کیلومتر مربع مساحت و ۴۵۰٬۰۰۰ نفر جمعیت دارد و ۱۶۲ متر بالاتر از سطح دریا واقع شده‌است.